# Річард Гелмс
Річард Макґарра Гелмс (англ. Richard McGarrah Helms; 30 березня 1913, Сен-Девідс Пенсільванія, США — 23 жовтня 2002, Вашингтон, округ Колумбія, США) — американський державний діяч, дипломат, Директор Центральної розвідки США (30 червня 1966 — 2 лютого 1973).

## Життєпис
Річард Гелмс народився 30 березня 1913 року в Сент-Девідс, фешенебельному передмісті Філадельфії, у сім'ї процвітаючого бізнесмена, керівника підприємства «Alcoa, inc». Виріс у Саут-Оранжі, штат Нью-Джерсі. У дитинстві два роки мешкав у Європі, навчався в Німеччині та Швейцарії, де опанував німецьку та французьку мови. У 1935 році закінчив з відзнакою Вільямс коледж у Массачусетсі, отримавши ступінь бакалавра, після чого працював журналістом. У 1936 році направлений в якості кореспондента «United Press» на Олімпійські ігри в Берлін. Під час Олімпійських ігор Гелмсу вдалося взяти інтерв'ю у Адольфа Гітлера. Гелмс залишає через рік «United Press» та переходить працювати в газету «Indianapolis Times», де за два роки він займає посаду завідувача рекламним відділом.

Річард Гелмс та президент Ліндон Джонсон. 8 квітня 1965 року

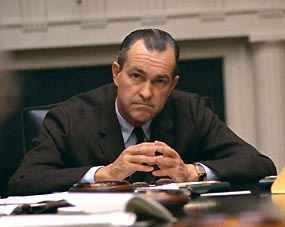
Річард Гелмс. 27 березня 1968

У 1942 році призваний на дійсну військову службу, пройшов 60-денну підготовку на курсах при Гарвардському університеті, після чого отримав звання лейтенанта Військово-морських сили США. Перебував на штабній роботі. З серпня 1943 року — співробітник Управління стратегічних служб, працював у Великій Британії та Люксембурзі, а після закінчення Другої світової війни у Німеччині.
У 1946 році Річард Гелмс звільнився з ВМС і працював цивільним фахівцем у відділі таємних операцій, переданому з розформованого Управління стратегічних служб в Міністерство оборони США. Відповідав за розвідувальну і контррозвідувальну роботу в Німеччині, Австрії та Швейцарії. У вересні 1947 року переходить в Центральне розвідувальне управління.
З липня 1952 року Річард Гелмс виконував обов'язки начальника з операцій у Директорат планування ЦРУ. З 1962 року — заступник директора Центральної розвідки з планування і керівник Директорату планування.
28 квітня 1965 року Річард Гелмс призначений 1-й заступник Директора Центральної розвідки президентом Ліндоном Джонсон, та затверджений Сенатом. Вступив на посаду одночасно з директором Рейборном. Після відставки Рейборна 18 червня 1966 року, президентом Джонсоном, призначений Директора Центральної розвідки та очільником ЦРУ. Очолював розвідку до 2 лютого 1973 року. Річард Гелмс був звільнений у відставку за протидію спробам президента Річарда Ніксона зам'яти Вотергейтський скандал.
Річард Гелмс був послом США в Ірані з березня 1973 по січень 1977 року.
У 1977 році Річарда Гелмса було притягнуто до судової відповідальності за звинуваченням у даванні неправдивих свідчень Сенату, оскільки у 1973 році Гелмс заперечував участь ЦРУ в поваленні президента Чилі Сальвадора Альєнде. Річард Гелмс визнав себе винним і за угодою з Міністерством юстиції був засуджений до двох років позбавлення волі умовно і штрафу в 2000 доларів. Це єдиний випадок, коли очільника ЦРУ притягувався до судової відповідальності.
Після відходу з державної служби займався бізнесом, заснував консалтингову фірму «Safeer».
У 1983 році був членом президентської комісії з національної безпеки при Рональді Рейгані.

## Особисте життя
У 1939 році Річард Гелмс одружився з Юлією Брецман Шилдс, скульпторкою, яка була старша за нього на шість років. У Джулії було двоє дітей від попереднього шлюбу. З Джулією у Гелмса  був спільний син Денніс. Цей шлюб розпався у 1967 році. Пізніше Гелмс одружився з Синтією Макелві, уродженкою Англії.

## Смерть
Річард Гелмс помер від мієломної хвороби 23 жовтня 2002 року, похований на Арлінгтонському національному цвинтарі.

## Нагороди
У 1983 році нагороджений президентом Рональдом Рейганом «Медаллю національної безпеки».

## У кіно
- 1977 — у  телесеріалі «Вашингтон за закритими дверима»[en], за романом Джона Ерліхмана[en] «Компанія», Річард Гелмс є прототипом Вільяма Мартіна. Роль Вільяма Мартіна зіграв актор Кліфф Робертсон.
- 1995 — у фільмі Олівера Стоуна «Ніксон» роль Річард Гелмса виконав актор Сем Вотерстон. Сцена за участю Гелмса не потрапила в основну версію фільму і присутня лише у авторській версії.
- 2006 — у шпигунському трилері Роберта Де Ніро «Хибна спокуса», Річард Гелмс є прототипом Річарда Гейеса. Роль Річарда Гейеса зіграв Лі Пейс.